# Raw Deluxe
Raw Deluxe è il quarto album del gruppo hip hop statunitense Jungle Brothers, pubblicato il 3 giugno del 1997. La Warner Bros. Records lascia il gruppo dopo il fallimento degli ultimi due album. Il quarto lavoro dei Jungle Brothers è commercializzato da Gee Street, V2 e BMG. Alle produzioni, tra gli altri, Knobody, Stereo MCs e The Roots, collaborano De La Soul, Q-Tip e il collettivo Native Tongues.
| Recensione       | Giudizio |
| ---------------- | -------- |
| AllMusic         | [ 1 ]    |
| Robert Christgau | negativo |

## Tracce
Musiche dei Jungle Brothers eccetto dove indicato.
1. Jungle Brothers (True Blue) – 4:07
2. Changes – 3:50
3. Black Man on Track – 4:37
4. Toe to Toe – 3:58
5. Moving Along – 4:43
6. Gettin Money – 4:09
7. Where You Wanna Go – 3:16 (musica: Djinji Brown)
8. Brain – 4:56 (musica: The Roots)
9. Handle My Business – 3:51 (musica: Djinji Brown)
10. How Ya Want It We Got It (Native Tongues Remix) (featuring De La Soul & Q-Tip) – 4:35 (musica: Roc Raida, Native Tongues (remix), Knobody co-prod.)
11. Bring It On – 4:21
12. Jungle Brother (Stereo MC's Mix) – 5:05 (musica: Stereo MCs)

Durata totale: 51:28

## Classifiche

### Classifiche settimanali
| Classifica (1997)         | Posizione massima |
| ------------------------- | ----------------- |
| US Heatseekers Albums     | 12                |
| US Top R&B/Hip-Hop Albums | 37                |